# Schloss Bellevue (Saalburg-Ebersdorf)

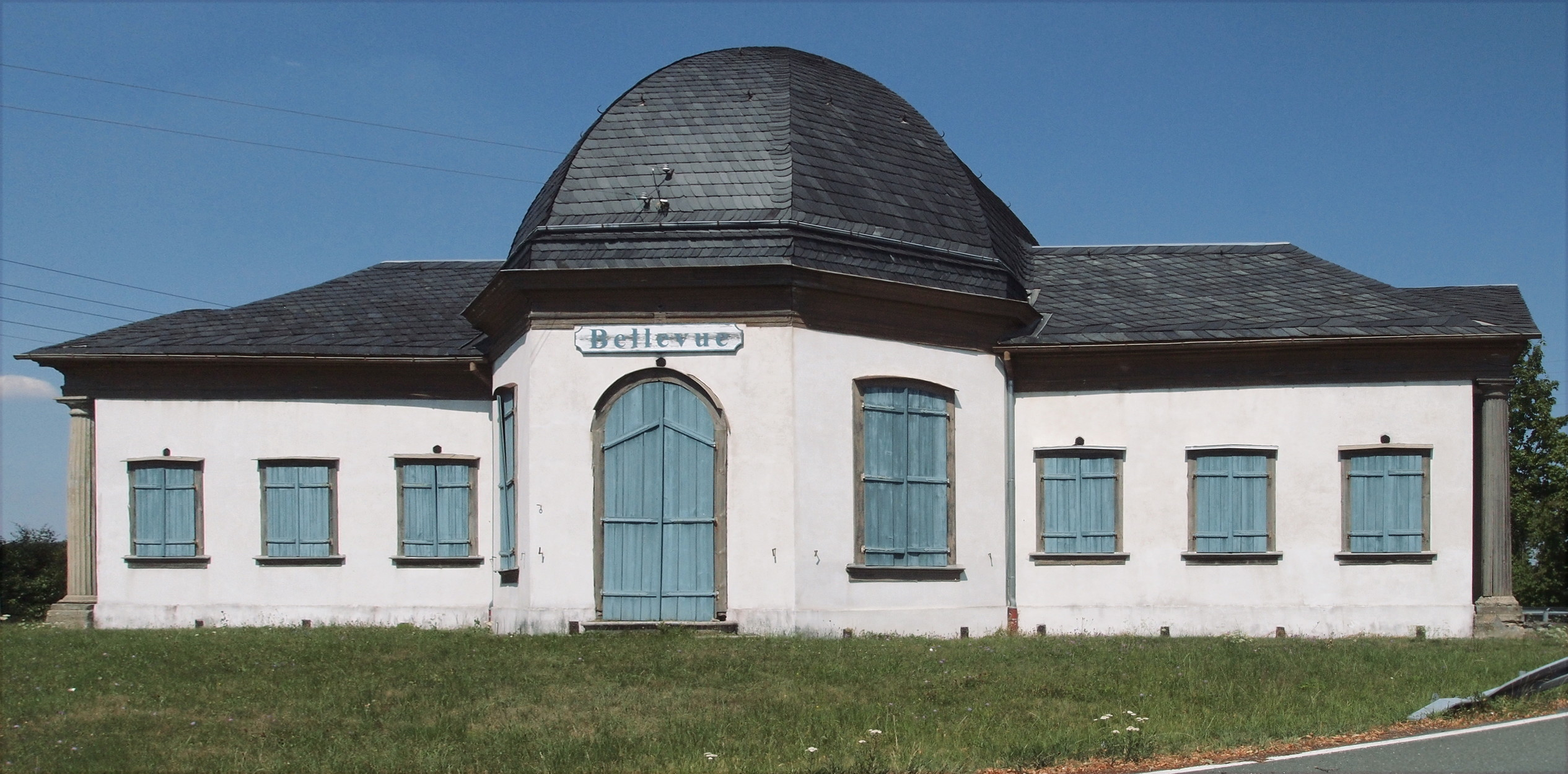
Schloss Bellevue im Sommer 2015

Das Schloss Bellevue steht zwischen Ebersdorf und Schönbrunn an der ehemaligen Landstraße L1095 im Saale-Orla-Kreis in Thüringen.

## Geschichte
Das kleine Schloss wurde 1783 vom Grafen Heinrich XXXV. Reuß im neoklassizistischen Stil auf der höchsten Erhebung in Tempelform an der Straße von Schönbrunn über Ebersdorf und nach Lobenstein errichtet. Dort hatte man die schönste Aussicht. Diese neue Straße war schuld, dass die alte Handelsstraße über den „Grünen Esel“ ihre Bedeutung verlor. Man bepflanzte sie mit Linden. Diese Linden prägen heute noch das Ortsbild von Schönbrunn.
Heute steht das Schloss als Verkehrsinsel mitten auf der Hauptverkehrsstraße zwischen Ebersdorf und Schönbrunn und bietet eine Fernsicht bis in das Fichtelgebirge, zum Frankenwald, dem Schneeberg und Ochsenkopf. Äußerlich saniert, steht das Schlösschen derzeit leer.